# Sot dels Llamps (Castellcir)

El Sot dels Llamps, respecte del terme de Castellcir

El Sot dels Llamps és un sot del terme municipal de Castellcir, a la comarca del Moianès.
Està situat al nord-oest de la zona central del terme, a l'esquerra del torrent de la Mare de Déu, al nord dels Camps del Passant Ample i al sud de la Baga de la Poua de Sant Jeroni. Es troba al sud-oest de Sant Jeroni, al nord-oest del Mas Montserrat i al sud del Sot de la Roca Lloba. També es troba al sud-est del Passant Ample i a llevant del Solell del Verdeguer.

## Etimologia
Es tracta d'un topònim romànic modern de caràcter descriptiu, generat ja en català; és un sot on solien caure molts llamps en moments de tempesta.